# Lucius Atilius (Volkstribun 210 v. Chr.)
Lucius Atilius war ein dem plebejischen Geschlecht der Atilier entstammender römischer Politiker des späten 3. Jahrhunderts v. Chr.
Während des Zweiten Punischen Kriegs amtierte Atilius im Jahr 210 v. Chr. als Volkstribun und brachte im Auftrag des Senats einen Antrag über die Behandlung der Campaner an die Plebs.